# Noche de las candelas
La noche de las candelas es una fiesta celebrada en Sayalonga, Comares, y otros puntos de la Axarquía, en la provincia de Málaga, España.
Durante la fiesta se quema todo lo que ya no sirve. Se encienden así numerosas fogatas que iluminan los montes y cerros de casi toda la comarca de la Axarquía. En las hogueras que tuestan avellanas y garbanzos, que se acompañan de vinos y aguardiente de lugar. Además se toca la caracola, instrumento utilizado en otros tiempos para comunicarse en la comarca.
La fiesta tiene lugar en septiembre, conmemorando el nacimiento de la Virgen y la fiesta de Nuestra Señora de la Victoria, patrona de Málaga.